# 벨라루스 자치 정교회

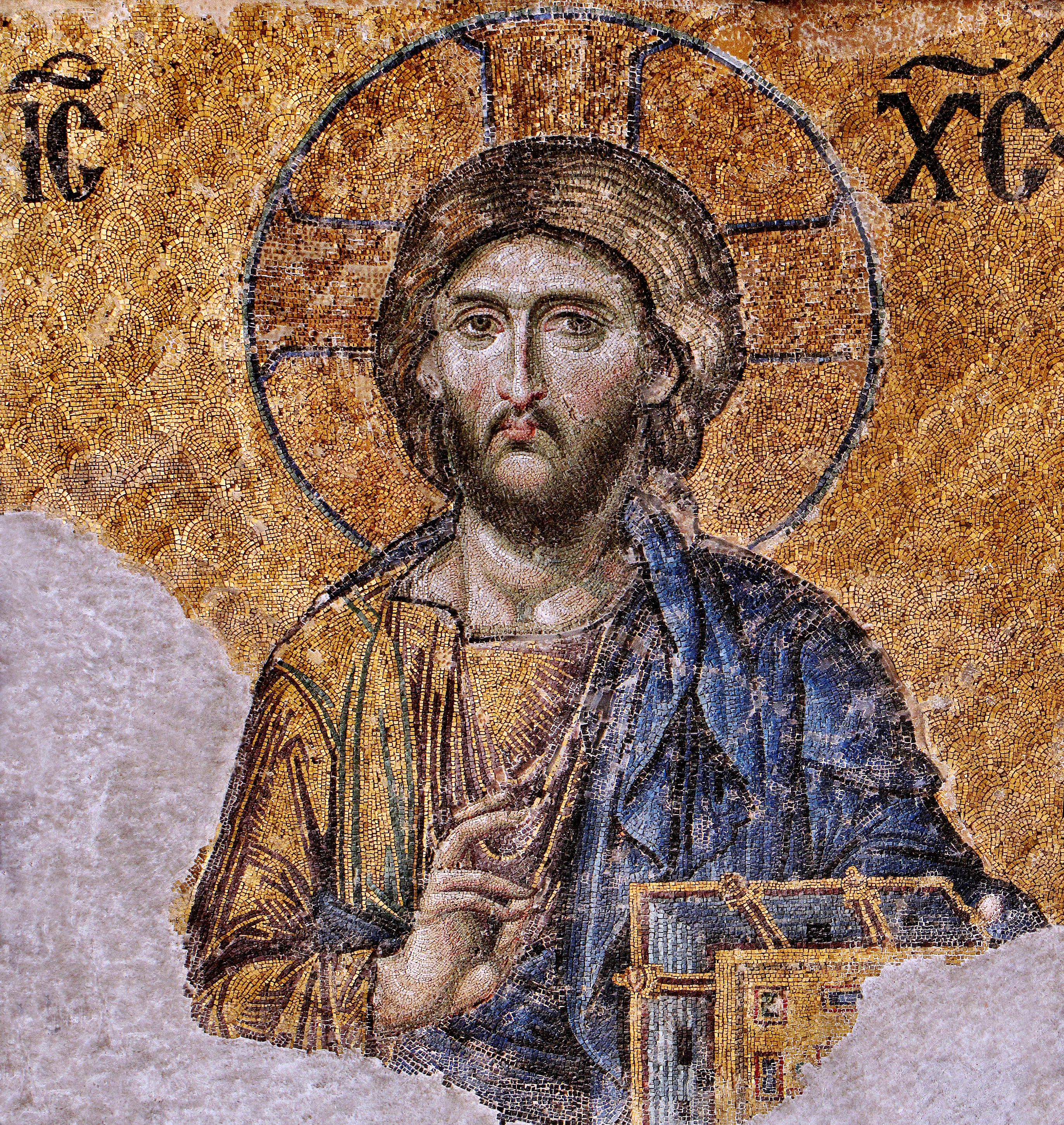

벨라루스 자치 정교회(Belarusian Autocephalous Orthodox Church)는 벨라루스에 있는 기독교 교회이다. 콘스탄티노폴리스 세계총대주교청 등 타 동방정교회로부터 교회법적으로 승인을 얻지 못하고 있다.

## 역사
벨라루스 자치 정교회는 동방 정교회 세계 내에서 벨라루스의 독립 교회가 되기를 희망하지만 교회 설립 이후 대부분 시기동안 망명지에서 운영되어 왔으며 교회의 일부 출판물들도 벨라루스 자치 정교회가 박해를 받았다는 것을 인정하고 있다.
벨라루스 자치 정교회의 지지자들은 슬라브족의 기독교화에 교회의 기원을 두고 있으며, 로마 가톨릭과 러시아 정교회 통치자들이 수세기 동안 부당하게 벨라루스 자치 정교회를 탄압했다고 주장한다. 현대 벨라루스 자치 정교회는 제1차 세계 대전 이후 콘스탄티노폴리스 세계총대주교청에 의해 자치권을 부여받은 폴란드 정교회 소속 신자들에 의해 처음 시작되었다. 1922년 7월 23일 민스크에서 벨라루스 자치 정교회가 설립되었다.
벨라루스에 있는 벨라루스 자치 정교회는 1938년까지 존재했고 그 이후 공산주의를 신봉하는 소련의 볼셰비키에 의해 파괴되었다. 그리고 1940년대 말에 나치가 소련을 침공했을 때 교회가 부활하였다. 소련 붕괴 이후 대부분의 정교회 기독교인들이 러시아 정교회에 속해 있는 벨라루스에서 일부 신자들이 벨라루스 자치 정교의 재건을 시도해 현재에 이르고 있다.

## 같이 보기
- 벨라루스 정교회